# Upor v Kairu (Girodet)
Upor v Kairu (francosko Révolte du Caire) je zgodovinska slika iz leta 1810 francoskega umetnika Anne-Louis Girodet de Roussy-Triosona.

## Opis
Prikazuje prizor upora v Kairu, ki se je zgodil 21. oktobra 1798 med francosko invazijo na Egipt pod vodstvom generala Napoleona Bonaparta. Vstaja prebivalcev francosko okupiranega Kaira je bila po dveh dneh bojev na koncu zatrta. Girodet prikazuje prizor v velikem merilu, ki prikazuje srdit spopad med več ljudmi. Spredaj je francoski huzar, ki peš napada skupino mamelukov in beduinov. Odsekana glava drugega husarja je dvignjena. Slogovno kaže vpliv tako romantike kot neoklasicizma Jacquesa-Louisa Davida.
Napoleon, zdaj francoski cesar, je leta 1809 proti plačilu 12.000 frankov naročil, da se delo obesi v Tuilerijski palači v Parizu. Razstavljena je bila na Pariškem salonu leta 1810 v Louvru. Danes je v zbirki Versajske palače.